# Voivodato de Łęczyca
El voivodato de Łęczyca (en polaco: Województwo łęczyckie) fue una división administrativa y gobierno local en Polonia desde el siglo XIV hasta las particiones de Polonia en 1772-1795. Era parte de la provincia de la Gran Polonia, y su capital estaba en Łęczyca. El voivodato tenía una superficie de 4080 kilómetros cuadrados, divididos en tres condados. Los sejmiks locales tenían lugar en Łęczyca. La ciudad de Łódź, que hasta el siglo XIX era un pequeño pueblo, perteneció durante siglos al voivodato de Łęczyca.
El voivodato fue creado por el rey Vladislao Lokietek, fuera del territorio del ducado de Łęczyca, que se había establecido después del Testamento de 1138 de Boleslao III Krzywousty. Tenía cinco senadores en el senado del Reino de Polonia (desde 1569, la Mancomunidad polaco-lituana). Estos fueron: voivoda de Łęczyca, castellano de Łęczyca, castellano de Brzeziny, castellano de Inowlodz y castellano de Konary. En los sejmiks, la nobleza local eligió a cuatro diputados para el sejm de Polonia y dos diputados para el Tribunal de la Gran Polonia en Piotrków Trybunalski.

## Descripción
Zygmunt Gloger en su monumental libro "Geografía histórica de las tierras de la Antigua Polonia" ofrece una descripción detallada del voivodato de Łęczyca:

Después del testamento de Boleslaw Krzywousty, la Tierra de Łęczyca era un ducado separado, gobernado por príncipes de la dinastía Piasta (...) El rey Vladislao Lokietek reunió el ducado con Polonia, convirtiéndolo en un voivodato separado. Los residentes locales estaban acostumbrados a su propio sistema legal, por lo que el rey Vladislao II Jagiello decidió mantener allí un funcionario separado. En 1418, la szlachta de Łęczyca estableció sus propias reglas, los 27 artículos de las Constitutiones Terrae Lanciciensis generales (...)

El voivodato tenía un área de 80 millas cuadradas, que se extendía desde Klodawa en el norte hasta el río Pilica en el sur, donde limitaba con el voivodato de Sandomierz. En el siglo XVI tenía 74 parroquias católicas romanas, 25 pueblos y 875 aldeas. Fue el segundo voivodato más densamente poblado de la Mancomunidad polaco-lituana, detrás del voivodato de Brześć Kujawski (...)

El voivodato de Łęczyca tenía cinco senadores: el vaivoda de Łęczyca, el castellano de Łęczyca y los castellanos de Brzeziny, Inowlodz y Konary (...) De los tres condados, el más grande era el condado de Łęczyca, que ocupaba más de la mitad de la superficie del voivodato. Los sejmiks locales tenían lugar en Łęczyca, donde se eligieron cuatro diputados para el Sejm y dos adicionales para el Tribunal de la Gran Polonia en Piotrków Trybunalski. Los principales starostas residían en Łęczyca, Inowlodz, Zgierz y Klodawa.

## Política
Asiento del gobernador: Łęczyca
Voivodas:
- Dąbrowa Zielona
- Jan "Scibor" Taczanowski (c. 1437)
- Stanisław Radziejowski (1627-1637)
- Maksymilian Przerębski (1637-I 1639)
- Stefan Gembicki (1639-1653)

Sede del consejo regional (Sejmik): Łęczyca
División política
- Condado de Łęczyca, área 2.447 km²,
- Condado de Brzeziny, área 1.300 km²,
- Condado de Orłów, área 629 km².

Voivodatos vecinos:
- Voivodato de Sieradz
- Voivodato de Kalisz
- Voivodato de Brześć Kujawski
- Voivodato de Rawa
- Voivodato de Sandomierz